# Ceratovacuna floccifera
Ceratovacuna floccifera är en insektsart. Ceratovacuna floccifera ingår i släktet Ceratovacuna och familjen långrörsbladlöss. Inga underarter finns listade i Catalogue of Life.